# Matematica discreta
La matematica discreta è la branca della matematica che studia le strutture matematiche discrete, nel senso che non supportano o richiedono né il concetto di continuità né quello di densità. La maggior parte degli oggetti studiati nella matematica discreta (se non tutti) sono insiemi numerabili come gli interi.

## Descrizione
La matematica discreta è diventata famosa per le sue applicazioni in informatica.
I concetti e le notazioni della matematica discreta sono utili per lo studio o la modellazione di oggetti o problemi negli algoritmi informatici e nei linguaggi di programmazione.
Per i concetti opposti, vedere continuo, topologia, e analisi matematica.
La matematica discreta include normalmente:
- logica - studio del ragionamento corretto.
- teoria degli insiemi - uno studio delle collezioni di elementi;
- teoria dei numeri;
- combinatoria - la parte della matematica che studia insiemi finiti di oggetti semplici e le loro  proprietà ben definite;
- teoria dei grafi;
- informatica teorica;
- teoria dell'informazione;
- la teoria della computabilità e complessità - uno studio dei limiti teorici degli algoritmi;
- la teoria della probabilità e le catene di Markov;
- algebra lineare - uno studio delle equazioni lineari.

## Applicazioni
La matematica discreta trova applicazione nei seguenti ambiti:
- informatica;
- teoria dei giochi;
- teoria delle code;
- geometria discreta;
- topologia discreta;
- programmazione lineare;
- crittologia (che include crittografia  e crittoanalisi);
- analisi musicale della musica atonale.